# Villa Hermosa, La Perla
Villahermosa (olika betydelser) är en ort i Mexiko.   Den ligger i kommunen La Perla och delstaten Veracruz, i den sydöstra delen av landet, 210 km öster om huvudstaden Mexico City. Villahermosa (olika betydelser) ligger 2 291 meter över havet och antalet invånare är 585.
Terrängen runt Villahermosa (olika betydelser) är bergig åt nordväst, men åt sydost är den kuperad. Runt Villahermosa (olika betydelser) är det ganska tätbefolkat, med 199 invånare per kvadratkilometer. Närmaste större samhälle är Orizaba, 14,7 km söder om Villahermosa (olika betydelser). I omgivningarna runt Villahermosa (olika betydelser) växer huvudsakligen savannskog.